# 杰克逊堡和圣菲利普战役
杰克逊堡和圣菲利普战役（1862年4月18日-28日）是南北战争中交戰各方為争夺新奥尔良的控制权而爆發的战役。新奥尔良南部密西西比河上的两座美利堅聯盟國堡垒遭到美國海軍袭击。最終新奥尔良被美國佔領。戰役過後，英国和法国不再在外交上承认美利堅聯盟國。